# Wolfgang Glüxam
Wolfgang Glüxam (* 17. November 1958 in Melk; † 29. Juli 2020 in Wien) war ein österreichischer Cembalist und Organist.

## Leben
Er studierte Cembalo bei Ton Koopman am Sweelinck-Konservatorium in Amsterdam und Orgel bei Alfred Mitterhofer an der Universität für Musik und darstellende Kunst Wien, wo er seit 1985 selbst unterrichtete.
Seine CD-Aufnahmen sind beim österreichischen Rundfunk erschienen. Darunter sind u. a. Bachs Goldberg-Variationen, „Pièces de clavecin“ von Jacques Duphly und vierhändige Sonaten von W.A.Mozart (mit Patrick Ayrton). Zudem spielte er im Film Before Sunrise von 1995 einen Cembalospieler. Er wurde am Baumgartner Friedhof bestattet.